# Ecopass
O Ecopass era um sistema de taxas por poluição implantado em Milão, Itália. Essas taxas foram cobradas como pedágio, e aplicadas a determinados condutores que acendem à zona central da cidade definida pelas autoridades milanesas como zona de tráfego restrito o ZTL (Italiano:"Zone a Traffico Limitato"), que corresponde à área central da Cerchia dei Bastioni com uma extensão de 8 km². O programa Ecopass foi implantado como um teste por um período de um ano e entrou em vigência em 2 de janeiro de 2008, foi estendido várias vezes e finalizou em 31 de dezembro de 2011, para ser substituído por um novo esquema chamado Área C, que será cobrado começando em 16 de janeiro de 2012. O novo esquema cobre a mesma área geográfica do Ecopass, mas sua natureza muda de uma taxa por poluição para cobrança convencional de tarifação de congestionamento.
O objetivo principal do programa era reduzir a poluição do ar emitida por veículos e usar os fundos obtidos através da taxa para financiar projetos de transporte público, ciclovias e veículos menos poluentes. Este programa é similar aos esquemas de tarifação de congestionamento implantados em Londres e Estocolmo, mas, na verdade, o Ecopass era uma evolução desses esquemas, tendo em vista que apenas os veículos com alto nível de poluentes passam pela zona de tráfego restrito, sendo os veículos piores (em relação aos primeiros) banidos da ZTL.

## Descrição

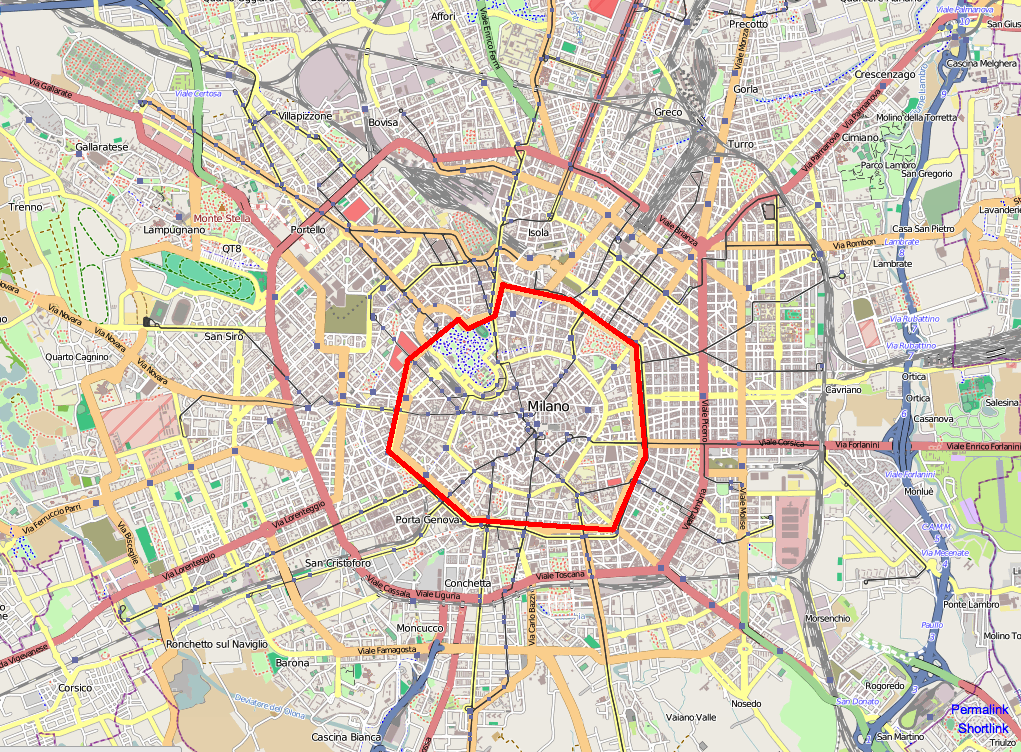
Zona de tráfego restrito do Ecopass

A taxa cobrada dependia do nível de poluente de cada veículo, variando de 2 a 10 € nos finais de semana das 7h às 7h:30min. O acesso gratuito a ZTL é garantido a inúmeros tipos de veículos movidos a combustível alternativo e para os que são pouco poluentes de acordo com as normas europeias de emissão de poluentes padrão. Moradores da zona em questão estão isentos apenas se dirigirem os pouco poluente, enquanto os que possuírem automóveis mais antigos e que emitem mais poluição poderão obter descontos se comprarem um passe anual que pode custar até 250 €, dependendo do padrão poluente. Para haver maior rigor, câmeras digitais foram implantadas em 43 portões eletrônicos, podendo os infratores receberem multas que variam de 70 a 275 €.
Também existiam outras restrições para o acesso à zona de tráfego restrito entre os horários de 7h:30min a 21h para caminhões com comprimento superior a sete metros; transportes de carga comerciais possuem uma faixa de horário restrito; e os veículos mais velhos e mais poluentes são proibidos de atravessar a zona durante seis meses do ano.
À cidade de Milão foi atribuída uma Menção Honrosa de Transporte Sustentável em 2009 pelo Instituto de Transportes e Política de Desenvolvimento (ITPD) pela introdução e sucesso do programa Ecopass.